# Uruguays Davis Cup-lag
Uruguays Davis Cup-lag styrs av Uruguays tennisförbund och representerar Uruguay i tennisturneringen Davis Cup, tidigare International Lawn Tennis Challenge. Uruguay debuterade i sammanhanget 1931. Laget kvalade till elitdivisionen 1990, 1992 och 1994 men förlorade mot Mexiko, Nederländerna, respektive Österrike.